# Acanthormius obstitus
Acanthormius obstitus är en stekelart som beskrevs av Papp 1986. Acanthormius obstitus ingår i släktet Acanthormius och familjen bracksteklar. Inga underarter finns listade i Catalogue of Life.